# Ráztočno
Ráztočno (em húngaro: Rásztony) é um município da Eslováquia, situado no distrito de Prievidza, na região de Trenčín. Tem 17,59 km² de área e sua população em 2018 foi estimada em 1.221 habitantes.

## Demografia
| Ano:        | 1994 | 2004   | 2014   | 2024   |
| ----------- | ---- | ------ | ------ | ------ |
| Broj ljudi: | 1173 | 1237   | 1216   | 1238   |
| Razlika:    |      | +5,45% | -1,69% | +1,80% |

| Ano:               | 2023 | 2024   |
| ------------------ | ---- | ------ |
| Número de pessoas: | 1247 | 1238   |
| Diferença:         |      | -0,72% |